# Elżbiecin (powiat grajewski)
Elżbiecin – wieś w Polsce położona w województwie podlaskim, w powiecie grajewskim, w gminie Grajewo.
W latach 1975–1998 miejscowość należała administracyjnie do województwa łomżyńskiego.
1 września 1977 znaczną część Elżbiecina (214 ha) włączono do Grajewa.